# إيليا أبو ماضي
إيليا أبو ماضي (1889 – 1957) شاعر عربي لبناني يعد من أهم شعراء المهجر في أوائل القرن العشرين، وأحد مؤسسي الرابطة القلمية، نشأ في عائلة بسيطة الحال لذلك لم يستطع أن يدرس في قريته سوى الدروس الابتدائية البسيطة؛ فدخل مدرسة المحيدثة القائمة في جوار الكنيسة. وعندما اشتد به الفقر في لبنان، رحل إيليا إلى مصر عام 1902 بهدف التجارة مع عمه الذي كان يمتهن تجارة التبغ، وهناك التقى بأنطون الجميل، الذي كان قد أنشأ مع أمين تقي الدين مجلة «الزهور» فاُعجب بذكائه وعصاميته إعجاباً شديداً ودعاه إلى الكتابة بالمجلة، فنشر أولى قصائده بالمجلة، وتوالى نشر أعماله، إلى أن جمع بواكير شعره في ديوان أطلق عليه اسم «تذكار الماضي» وقد صدر في عام 1911م عن المطبعة المصرية، وكان أبو ماضي إذ ذاك يبلغ من العمر اثنان وعشرين عاما.
اتجه أبو ماضي إلى نظم الشعر في الموضوعات الوطنية والسياسية، فلم يسلم من مطاردة السلطات، فاضطر للهجرة إلى الولايات المتحدة عام 1912 حيث استقر أولا في سينسيناتي بولاية أوهايو حيث أقام فيها مدة أربع سنوات عمل فيها بالتجارة مع أخيه البكر مراد، ثم رحل إلى نيويورك وفي بروكلين، شارك في تأسيس الرابطة القلمية في الولايات المتحدة الأمريكية مع جبران خليل جبران وميخائيل نعيمة.
أصدر مجلة «السمير» عام 1929م، التي تعد مصدراً أولياً لأدب إيليا أبي ماضي، كما تعد مصدراً أساسياً من مصادر الأدب المهجري، حيث نشر فيها معظم أدباء المهجر، وبخاصة أدباء المهجر الشمالي كثيراً من إنتاجهم الأدبي شعراً ونثراً. واستمرت في الصدور حتى وفاة الشاعر عام 1957م.
يعد إيليا من الشعراء المهجريين الذين تفرغوا للأدب والصحافة، وقد اشتهر بفلسفته التي تطغى عليها نزعة التفاؤل وحب الحياة والحنين إلى الوطن، ويلاحظ غلبة الاتجاه الإنساني على سائر أشعاره، ولاسيما الشعر الذي قاله في ظل الرابطة القلمية وتأثر فيه بمدرسة جبران.

## حياته
اختلف النقاد والمؤرخون في تحديد سنة ولادته، حيث ذكرت جريدة «السائح» المهجرية أنه ولد عام 1889،  غير أن آخرين يرون أنّه ولد في العام 1890، منهم محمد قره علي وجورج صيدح، بينما البعض الآخر يميل إلى قول طه حسين، الذي يقول أن إيليا ولد في العام 1891،  ويؤكد هذا التاريخ الأديب السوري زهير ميرزا، وعبد المجيد عابدين ونجدة فتحي صفوت.
وُلد إيليا ضاهر أبو ماضي في قرية المحيدثية في المتن الشمالي اللبناني، حيث تلقى أول تعليمه، والده هو ضاهر أبو ماضي، وله خمسة أخوة هم مراد ومتري وطانيوس وإبراهيم وأوجني، وقد كان والده ريفي يمارس تربية دود القز والعناية بأشجار التوت، وسرعان ما ترك التعليم لفقر عائلته، حيث ترك مدرسته في سن الحادية عشر وهاجر إلى الإسكندرية سنة 1900 طلبًا للعمل،  وعمل هناك مع عمه الذي كان تاجرًا في بيع السجائر نهاراً، وكان يطالع الكتب ويتعلم النحو والإعراب ليلاً، ويقول في هذا الصدد: «وفي الإسكندرية تعاطيت بيع السجائر في النهار في متجر عمي، وفي الليل كنت أدرس النحو والصرف تارة على نفسي وتارة في بعض الكتاتيب».
تزوج من دوروتي دياب ابنة نجيب دياب صاحب مجلة «مرآة الغرب» في الولايات المتحدة وله ثلاث أولاد هم ريتشارد وإدوارد وروبرت (بوب).

## مسيرته
بدأت مسيرته الشعرية بمجموعةٍ من القصائد المتفرقة، وقد أصدر ديوانه الأول «تذكار الماضي» في الإسكندرية في عام 1911، وقد اعتاد نشر قصائده في بعض المجلات اللبنانية التي تصدر في مصر، وهناك التقى أنطون الجميل الذي كان قد أنشأ برفقة أمين تقي الدين مجلة «الزهور»، فأعجبا به وقررا دعمه، ونشر بعض قصائده في المجلة، ونتيجة لكتاباته السياسية اضطر إلى الهجرة إلى أمريكا بعد ملاحقته من قبل السلطات التي لم تكن راضيةً عن كتاباته، فهاجر برفقة مجموعة من الأدباء الآخرين من أبناء جيله إلى الولايات المتحدة الأمريكية، وتمت تسميتهم بأدباء المهجر.
في بداياته اعتمد أسلوب القصيدة العمودية والموضوعات التي شملتها أغلب قصائد سابقيه، إلّا أنه غير من نمطه بشكلٍ كبير بعد هجرته إلى الولايات المتحدة، وقد مكث في الولايات المتحدة مع شقيقه الأكبر مراد، ومارس معه التجارة لأربع سنوات، وانتقل إلى نيويورك في 1916، ورأس تحرير «المجلة العربية» ثم تركها ليسهم في تحرير مجلة الفتاة التي كان يصدرها شكري البخاش، ومنذ 1918 تحول بعد ذلك ليعمل في تحرير مجلة «مرآه الغرب» نجيب دياب وحتى 1928. وقد شارك عام 1920 في تأسيس الرابطة القلمية، وهي عبارة عن جمعية أدبية قام مجموعة من الأدباء أمثال جبران خليل جبران وميخائيل نعيمة ونسيب عريضة وإيليا أبو ماضي بإنشائها، وضمت مجموعة أخرى من ادباء المهجر اللبنانيين والسوريين. في أبريل 1929 أسس مجلة السمير النصف شهرية، وحولها إلى يومية ظل يصدرها حتى وفاته، وقد ساهمت هذه المجلة إسهاماً كبيراً في حياته الفكرية، وفي نيويورك أصدر دواوينه الشعرية الثلاثة: الجداول والخمائل وديوان إيليا أبو ماضي، 
وقام أعضاء الرابطة بإصدار مجموعةٍ من المجلات وهي «مجلة الفنون» لنسيب عريضة، و«مجلة السائح» لعبد المسيح حداد، بالإضافة إلى «مجلة السمير» في بروكلين التي تولاها إيليا أبو ماضي والتي بدأت كمجلةٍ أسبوعية لتطرح بعدها بشكلٍ يومي. ويأتي إيليا ثالثًا في شهرته بين أعضاء الرابطة بعد جبران ونسيب، وبوفاة جبران خليل جبران عام 1932 تم تفكيك الرابطة القلمية حيث كان جبران يشغل منصب عميد الرابطة.
وهو في فلسفته متفائل وواقعي لأبعد حد، عكس صاحبه جبران خليل جبران الذي سرح بخياله وعالمه الجمالي الخاص، وكان يجسد هذه الفلسفة القائمة على التفاؤل والتشبت بالحياة في خواطر وأشعار بهيجة، وظف فيها الخيال الإبداعي الجمالي في رسم الحياة الاجتماعية الواقعية، وفي ذلك يقول المؤرخ الأديب حنا الفاخوري: «وهكذا فالحياة في نظر إيليا أبي ماضي سانحة من سوانح الوجود يجدر بالإنسان أن يغتنمها منفتحا على جمالها ومستمتعا بما تقدمه من نعمة، وما توفره له من متعة».
في 1948 زار إيليا أبو ماضي لبنان بعد انقطاع طويل، بدعوة من الحكومة اللبنانية لحضور مهرجان الأونسكو، ليمثل مع الصحافي حبيب مسعود صاحب مجلة «العصبة» في البرازيل صحافة المهجر، وكان موضع تكريم وحفاوة، فقد سارع اللبنانيون للاحتفاء به، وقد منحته الحكومة اللبنانية وسامي الأرز ووسام الاستحقاق، كذلك أقيمت له في دمشق حفلات تكريم، ومنحه هاشم الأتاسي رئيس الجمهورية السورية وسام الاستحقاق الممتاز في 1949.

## أهم الأعمال
تفرغ إيليا أبو ماضي للأدب والصحافة، وقد تميز شعره بطبعة التفاؤل، فكان يسمو بكل شيء نحو الجمال، واشتهرت من دواوينه: «الخمائل» و"تبر وتراب" والجداول" بالإضافة إلى "ديوان إيليا أبو ماضي". كما لا تخلو مجموعاته من بعض الكتب النثرية، وقد أصدر عدة دواوين رسمت اتجاهه الفلسفي والفكري أهمها
- «تذكار الماضي» (الإسكندرية 1911): ديوان صغير نشر في مصر عام 1911م، أهداه الشاعر إلى الأمة المصرية معبراً عن حبه لها وتعلقه بها، تناول فيه موضوعات مختلفة أبرزها الظلم عرض فيها بالشعر الظلم الذي يمارسه الحاكم على المحكوم مهاجماً الطغيان العثماني ضد بلاده.
- «إيليا أبو ماضي» (نيويورك 1918): طبع في مطبعة مرآة الغرب بنيويورك، قدّم له جبران خليل جبران جمع فيه إيليا الحب والتأمل والفلسفة وموضوعات اجتماعية وقضايا وطنية كل ذلك في إطار رومانسي حالم أحياناً وثائر عنيف أحياناً أخرى يكرر فيه تغنيه بجمال الطبيعة.
- «الجداول» (نيويورك 1927): صدر في نيويورك عن مطبعة مرآة الغرب عام 1927م مع مقدمة للأديب ميخائيل نعيمة بارك فيها الشاعر وشاعريته، وقد اشتمل الديوان في معظمه على قصائد ذاتية وإنسانية تميزت بطرافة صورها وأخيلتها، ويعد هذا الديوان مرحلة تطور وتحوّل في شعر أبي ماضي ونضجه من حيث جدّة الموضوعات، وتوازن المبنى والمعنى، والعناية بالقوافي، واستخدام الأبحر القصيرة والمجزوءة.
- «الخمائل» (نيويورك 1940): من أكثر دواوين أبي ماضي شهرةً ونجاحاً، صدر في نيويورك عن مطبعة مرآة الغرب عام 1940م، ويعد امتداداً للجداول من حيث الأسلوب والفكر والموضوعات التأملية والإنسانية، وتنويع الأوزان والقوافي، إلا أن الإلحاح فيه على الدعوة إلى التفاؤل والتمتع بالحياة أشدّ وأوضح.[17]

- تبر وتراب (1960):

قصائد
أما قصائده فقد تميز العديد منها ولاقت نجاحًا مبهرًا نذكر منها: «فلسفة الحياة» التي يقول فيها «أيهذا الشاكي وما بك داء...كن جميلًا ترى الوجود جميلًا».
- قصيدة المساء
- قصيدة فلسفة الحياة
- الغابة المفقودة
- ابتسم

## مؤلفات حوله
- عيسى الناعوري (1958). إيليا أبو ماضي رسول الشعر العربي الحديث. بيروت: منشورات عويدات.
- الحاوي (1967). إيليا: فن الوصف وتطوره في الشعر العربي (ط. الثانية). بيروت: دارالكتاب البناني.
- محمود سلطان (1979). إيليا أبو ماضي بن الرومانسية والواقعية. الكويت: منشورات دارالقبس.
- الحاوي (1981). ايليا: إيليا أبو ماضي شاعر التساؤل و التفاؤل. بيروت: دارالكتاب اللبناني.
- عبد اللطيف شرارة (1982). إيليا أبو ماضي دراسة تحليلية. بيروت: دار بيروت للطباعة و االنشر.
- عز الدين اسماعيل (1988). الشعرالعربي المعاصر (ط. الخامسه). بيروت: دارالعودة.
- عبد المجيد الحر (1995). إيليا أبو ماضي باعث الأمل ومفجرينا بيع التفاؤل (ط. الأولى). بيروت: دارالفكر العربي.
- سالم المعوش (1997). إيليا أبو ماضي بين الشرق والغرب، في رحلة التشرد والفلسفة والشاعرية (ط. الأولى). بيروت: مؤسسة بحسون للنشر والتوزيع.
- عبد المجيد عابدين. بين شاعرين مجددين، إيليا أبو ماضي وعلي محمود طه المهندس (ط. الثانية). الأسكندرية: دار المعرفة الجامعيه.
- هاني الخير (2009). إيليا أبو ماضي: شاعر الحنين... والأحزان. دمشق: دار مؤسسة رسلان للطباعة والنشر والتوزيع.
- جميل جبر. إيليا أبو ماضي.
- هاني الخير (2009). موسوعة أعلام الشعر العربي الحديث: إيليا أبو ماضي: شاعر الحنين... والأحزان. المنهل. ISBN:9796500150512.

## نصب تذكارية وتشريفات
- شارع إيليا أبو ماضي، عمّان، الأردن.
- شارع إيليا أبو ماضي، مدينة القاهرة الجديدة، مصر.
- شارع إيليا أبو ماضي، جدة، المملكة العربية السعودية.
- تقاطع إيليا أبو ماضي، صيدا، لبنان

## وفاته
توفي إيليا أبو ماضي في 23 نوفمبر من عام 1957، وذلك إثر سكتة قلبية مفاجئة.

## طالع
- الرابطة القلمية
- شعراء المهجر
- قائمة أدباء المهجر اللبنانيين
- قصيدة المساء